# August Bopp
August Bopp (* 17. Juli 1873 in Nürtingen; † 13. Dezember 1926 in Stuttgart-Bad Cannstatt) war ein deutscher Musikschriftsteller und Musikpädagoge.

## Leben und Werk
August Bopp war Schüler des Stuttgarter Konservatoriums. Nach mehrjähriger Tätigkeit als Hilfslehrer der Musik am Lehrerseminar in Nürtingen wirkte er von 1900 bis zu seinem Tode als Musiklehrer und Kirchenmusikdirektor am theologischen Seminar in Bad Urach.
August Bopp schrieb Beiträge zur Geschichte der Stuttgarter Stiftsmusik (Württembergische Jahrbücher, Jahrgang 1910), Friedrich Silcher (Stuttgart 1916), Ein Liederbuch aus Schwaben (Tübingen 1918, 21921) und Das Musikleben in der Freien Reichsstadt Biberach. Unter besonderer Berücksichtigung der Tätigkeit Justin Heinrich Knechts und Katalog der Kick'schen Notensammlung (Veröffentlichungen des Musikinstitutes der Universität Tübingen, VII (Kassel 1930, darin auch ein Verzeichnis aller Veröffentlichungen Bopps)).

## Schriften (Auswahl)
- Beiträge zur Geschichte der Stuttgarter Stiftsmusik. In: Württembergische Jahrbücher für Statistik und Landeskunde, Jg. 1910, 2. Heft, S. 211–250.
- Friedrich Silcher. W. Spemann, Stuttgart 1916 (Digitalisat).
- Justin Heinrich Knecht, ein Bild seines Lebens und Schaffens; Vortrag, gehalten anläßlich der Gedenkfeier von Knechts 100. Todestag. Anzeiger vom Oberland, Biberach 1917.
- Bearb.: Ein Liederbuch aus Schwaben. Verlag des Schwäbischen Albvereins (e.V.), Tübingen 1918.
- Professor Heinrich Lang. In: Monatschrift für Gottesdienst und kirchliche Kunst. Jg. 25 (1920), H. 3/4, S. 57–62.
- Singen und Wandern. Klavierausgabe zu 300 Volks- und Wanderliedern, 6., vermehrte und verbesserte Auflage, Schwäbischer Albverein, Tübingen 1922.
- Das Musikleben in der freien Reichsstadt Biberach, unter besonderer Berücksichtigung der Tätigkeit Justin Heinrich Knechts und Katalog der Kick'schen Notensammlung. Bärenreiter, Kassel 1930 (Veröffentlichungen des Musik-Instituts der Universität Tübingen; 7).